# Lovro Majer
Lovro Majer (ur. 17 stycznia 1998 w Zagrzebiu) – chorwacki piłkarz występujący na pozycji pomocnika w niemieckim klubie VfL Wolfsburg oraz w reprezentacji Chorwacji.

## Życiorys
W czasach juniorskich trenował w drużynach zagrzebskich klubów: Dinama, NK Dubrava, NK Trnje i NK Lokomotiva. W 2016 roku dołączył do pierwszego składu Lokomotivy. W rozgrywkach Prvej hrvatskiej nogometnej ligi zadebiutował 17 lipca 2016 w przegranym 1:3 meczu z Dinamem Zagrzeb. 1 lipca 2018 odszedł za 2,5 miliona euro do Dinama Zagrzeb. W sezonach 2018/2019 i 2019/2020 wraz z klubem zdobył mistrzostwo kraju.
W 2021 przeniósł się do francuskiej ligi zasilając szeregi Stade Rennais. Dwa lata później przeszedł do niemieckiej Bundesligi podpisując pięcioletni kontrakt z VfL Wolfsburg.
W reprezentacji Chorwacji zadebiutował 28 maja 2017 w wygranym 2:1 towarzyskim meczu z Meksykiem. Do gry wszedł w 93. minucie, zastępując Duje Čopa.